# Маргарин
Маргаринът е хранителна мазнина, предназначена за мазане или готвене, която имитира масло. Представлява високодисперсна емулсия на водни частици в мазнинна фаза, обикновено от растителни мазнини. Може да съдържа и добавки от млечно масло, мляко, захар, емулгатори, витамини и други.

## История
Маргаринът има дълга и понякога объркваща история. Името му произлиза от „маргаринова киселина“, открита от Мишел Йожен Шеврьол през 1813 г. (именувана от свое има на перлообразните отлагания на таз мастна киселина, от гръцкото маргарон). Вярвало се е, че маргариновата киселина е една от трите мастни киселини, които заедно образуват повечето от животинските мазнини, като останалите две са олеиновата киселина и стеариновата киселина. През 1869 г. немският химик Вилхелм Хайнц открива, че маргариновата киселина е просто комбинация от стеаринова киселина и преди непознатата палмитинова киселина.
През 60-те години на 19 век френският император Луи Наполеон III обявява награда за този, който създаде задоволителен заместител на маслото, подходящ за използване от войската и ниските съсловия. Френският химик Иполит Меж-Мурие (Hippolyte Mège-Mouriès) изобретява вещество, наречено „олеомаргарин“, като наименованието по-късно е съкратено до „маргарин“. Маргарин понастоящем е общо наименование на редица подобни съестни масла.
Олеомаргаринът бил произвеждан от пречистена говежда мазнина, течната част на която се извлича под налягане и после се оставя да се втвърди. Комбинирана с бутирин и вода, тя била евтин и повече или по-малко вкусен заместител на маслото. Продавани като „маргарин“ или други търговски наименования, заместителите на маслото скоро станали голям бизнес – прекалено късно за Меж-Мурие. Въпреки че той разширява първоначалното производство от Франция в САЩ през 1873 г., бизнесът му не бил много успешен. До края на десетилетието различни видове изкуствено масло се продават както в Стария свят, така и в Новия.
Оттогава маргариновата промишленост се доминира от две тенденции: поредица от усъвършенствания на продукта и неговото производство, от една страна, и дълга и жестока борба с млечната промишленост, която енергично защитава монопола си, от друга. Още през 1877 г. първите американски щати приемат закони, регламентиращи продажбата и наименованията на маргарина. От средата на 80-те години на 19 век федералното правителство на САЩ въвежда данък от 2 цента на фунт, както и скъп лиценз за производството и продажбата на маргарин. Отделни щати започват да изискват той да е ясно обозначен и да не се представя за истинско масло.
Решение за забавяне на продажбите на маргарин (и предпазване на съществуващите млечни производства) обаче е регламентирането на цвета му. Естественият цвят на маргарина е бял или почти бял. Чрез забрана на добавянето на изкуствени оцветители законодателят успява да отстрани маргарина от кухнята на потребителите. Тези забрани стават нещо обикновено по целия свят и действат в продължение на близо 100 години. В Австралия например продажбата на оцветен маргарин е легализирана едва през 60 години на 20 век.
В Квебек, Канада, продажбата на цветен маргарин все още е забранена. Маргаринът там е бледожълт.
В САЩ първите забрани за оцветяване са в млекарските щати Ню Йорк и Ню Джърси. Те са писани от масленото лоби. На определен етап са в сила закони, които принуждават производителите на маргарин да го оцветяват в розово, правейки го отблъскващ, но те са отменени от Върховния съд. Към началото на 20 век 8 от 10 американци нямат възможност да си купуват маргарин, а тези, които могат, са принудени да плащат тежък данък. Нелегалният оцветен маргарин е доста разпространен, а производителите доставят капсули с оцветител, така че домакинята да може да оцвети маргарина, преди да го сервира. Въпреки всичко законите и данъците имат значителен ефект – добавките към Закон за маргарина от 1902 г., например, намаляват консумацията в САЩ от 120 милиона на 48 милиона фунта (от 54 000 на 20 000 тона). Към края на десетилетието обаче той е по-популярен от всякога.
С идването на Втората световна война употребата на маргарин се увеличава неимоверно, дори в сравнително леко засегнати райони като САЩ. В страните, близки до военните действия, млечните продукти стават почти недостъпни и подлежат на специален режим на разпределение. Великобритания например зависи от вносно масло от Австралия и Нова Зеландия и рискът от атака на подводници означава, че пристигат много малко доставки. Маргаринът става основна храна, а маслото е рядък и скъп лукс.
Продължителната битка между маргариновата промишленост и млечните лобита продължава. В САЩ Голямата депресия предизвиква нова вълна от закони, даващи предимства на млечните продукти, Втората световна война – връщане към маргарина. След войната, едно след друго, основните ограничения пред маргарина са отменени. Последният щат, който прави това, е Уисконсин през 1967 г. Все пак в САЩ все още съществуват има някои остатъци от нормативните ограничения: Законът за храните, лекарствата и козметичните продукти все още забранява продажбата на маргарин в опаковки, по-големи от един фунт .

## Производствен процес
Маргаринът се приготвя от три основни съставки: растителна мазнина, растително масло и вода. В рецептата се използват различни рафинирани растителни мазнини като слънчогледово, рапично, соево или ленено олио. Всички те естествено съдържат витамин Е и Омега 3 и Омега 6 мастни киселини. По време на приготвяне на маргарина се добавят мастно-разтворимите витамини А и Д, с допълнително количество витамин Е, ако е необходимо. За да придобият подходяща за мазане консистенция, растителните мазнини се смесват с малко количество растително масло (палмово или кокосово масло). Растителните масла са естествено твърди и се загряват предварително до 60 – 65 градуса, така че да придобият течен вид и да се смесят с течните олиа. За по-добри вкусови качества се добавя малко количество интерестерифицирана мазнина. Смесването на растителни мазнини и масла е последвано от смесването им с вода посредством емулгатори (соев лецитин). Сместа постепенно се охлажда, придобивайки подходящата структура и консистентност. Маргаринът представлява водно-мастна емулсия, стабилизирана чрез растително масло.

### Видове маргарин
Има два основни вида маргарин: трапезен маргарин с високо съдържание на Омега 3 и Омега 6, който е препоръчитилене за ежедневна консумация (т.нар. ново поколение маргарини) и маргарин за готвене и печене, който има висока масленост и се ползва основно за приготвяне на ястия, сладкиши и различни видове тестени изделия.
Другият вид е индустриалната растителна мазнина, позната като индустриален маргарин. Неговата рецепта, съотношение на продуктите и хранителен профил са съвсем различни в сравнение с трапезния маргарин. Индустриалният маргарин се използва най-вече в индустриалното производство на сладкиши, бързи закуски и други.

### Ново поколение маргарини
В началото на 90-те години повечето от големите производители на маргарин в световен мащаб променят формулите за приготвяне на този продукт, премахвайки частично хидрогенизираните (транс) мазнини. Така на пазара се въвеждат висококачествени маргарини, които не съдържат такива. Новото поколение маргарин е продукт с много добър хранителен профил, без транс-мазнини (идващи от частично хидрогенираните масла), съдържащи малко количество наситени мазнини и значимо количество ненаситени и есенциални мазнини като Омега 3 и Омега 6. По тази причина международните здравни организации (WHO, International Heart Association, както и националните American Heart Association, Romanian Heart Foundation)препоръчват консумацията на новото поколение маргарини като част от балансираното хранене.

### Меланж
Много от съвременните продукти са мазане са меланж от марагарин и масло или други млечни продукти. Те са добра алтернатива за потребители, които търсят едновременно лесен за мазане продукт, съдържащ есенциални мазнини, и в същото време вкус като този на маслото. В много европейски страни, продуктите за мазане, комбиниращи масло и маргарин са познати като „меланж“ и съставляват важна част от пазара на продукти за мазане.

### Готвене с маргарин
Маргарините за мазане са подходящи за приготвяне на сандвичи и хапки. Също така могат да бъдат използвани и при различни вкусни ястия от зеленчуци, паста и сирена. Благодарение на натуралния си хранителен профил, трапезните маргарини са препоръчителни за ежедневна консумация, както и за приготвянето на голям брой ястия. Маргарините за печене имат близък до маслото хранителен профил. Затова и този тип маргарини дават отлични резултати при приготвяне на сладкиши. Маргарините меланж са универсални. Те могат да бъдат ползвани за приготвяне на сандвичи, за готвене на зеленчуци и паста, както и за печене.

## Хранителен профил
Дискусията относно хранителната стойност на маргарина и другите продукти за мазане е фокусирана главно в две посоки: общото количество мазнини и видовете мазнини (есенциални, ненаситени, наситени и транс-мазнини), които се съдържат в продукта. Обикновено хората сравняват предимствата при консумация на маргарин и масло. Повечето от тях забравят, че това са различни продукти, когато става въпрос за техните съставки, хранителен профил и ползи, които имат за човешкото здраве.